# VC Greenyard Maaseik
VC Greenyard Maaseik ist ein belgischer Volleyball-Verein, der in der ersten belgischen Liga und in der Champions League spielt. Bis Sommer 2018 hieß der Verein Noliko Maaseik.

## Nationale Liga und Pokal
Maaseik dominiert seit Mitte der 1990er Jahre die belgische Liga und war bisher sechzehnmal belgischer Meister und vierzehnmal belgischer Pokalsieger.

## Europapokal
Der Verein spielt seit 1995/96 auf europäischer Ebene in der Champions League und im CEV-Pokal.